# Пион древовидный
Пио́н древови́дный, или Пион полукуста́рниковый (лат. Paeónia × suffruticósa, кит. трад. 牡丹, пиньинь mǔ dān) — вид растений гибридного происхождения рода Пион семейства Пионовые (Paeoniaceae); родом из Китая.
Пион древовидный дал название всей группе древовидных (полукустарниковых) пионов:
Существует огромное разнообразие сортов и гибридов с участием Paeonia suffruticosa.
Некоторые ботаники считают, что Paeonia suffruticosa является не видом, а обширной группой различных сортов или группой гибридного происхождения.

## Ботаническое описание
Листопадный кустарник высотой до 1,5 м.
Стебли светло-коричневые.
Цветки одиночные, терминальные, 10 — 17 см в диаметре.
Прицветников 5, эллиптические, неравные.
Чашелистиков 5, зелёные, широкояйцевидные.
Лепестков 5—11, белые, розовые, красные или красно-фиолетовые, обратнояйцевидные, 5—8 × 4,2—6 см, вершины нерегулярно надрезанные.
Тычиночные нити розовые или фиолетовые, в дистальной части белые, около 1,3 см.
Пыльники около 4 мм.
Плодолистики густо-войлочные, в количестве 5, редко больше.
Листовки продолговатые, густо коричнево—жёлтые, войлочные.

## Распространение
Китай, провинции Аньхой и Хэнань, широко культивируется в Китае и других странах.
Скалы на высотах около 300 метров над уровнем моря.

## Таксономия
- Paeonia suffruticosa subsp. suffruticosa[6]
syn. Paeonia arborea Donn, 1804; Paeonia suffruticosa var. purpurea Andrews, 1807; Paeonia moutan Sims, 1808; Paeonia yunnanensis Fang in Acta, 1958) 
— цветы всегда двойные, различные цвета. В настоящее время известен только в культуре, культивируется более 2000 лет, имеет сотни сортов[7].
- Paeonia suffruticosa subsp. yinpingmudan D.Y.Hong et al., 1998 
— цветки чисто белые и одиночные, тычиночные нити пурпурно-красные и цветочный диск красно-фиолетового цвета. По форме листьев очень похож на подвид suffruticosa, но заметно отличается от Paeonia jishanensis[7]. По данным The Plant List[8] является синонимом Paeonia ostii T.Hong & J.X.Zhang.
- Paeonia suffruticosa subsp. spontanea (Render) S.G.Haw et L.A. Lauener (syn. Paeonia spontanea, Paeonia jishanensis)[9]. По данным The Plant List[10] является синонимом Paeonia jishanensis T.Hong & W.Z.Zhao.
- Paeonia suffruticosa var. papaveracea (Andrews) Kerner (syn. Paeonia moutan var. papaveracea (Andrews) DC.)[6]

## В культуре
См.: Древовидные пионы.

## Сорта

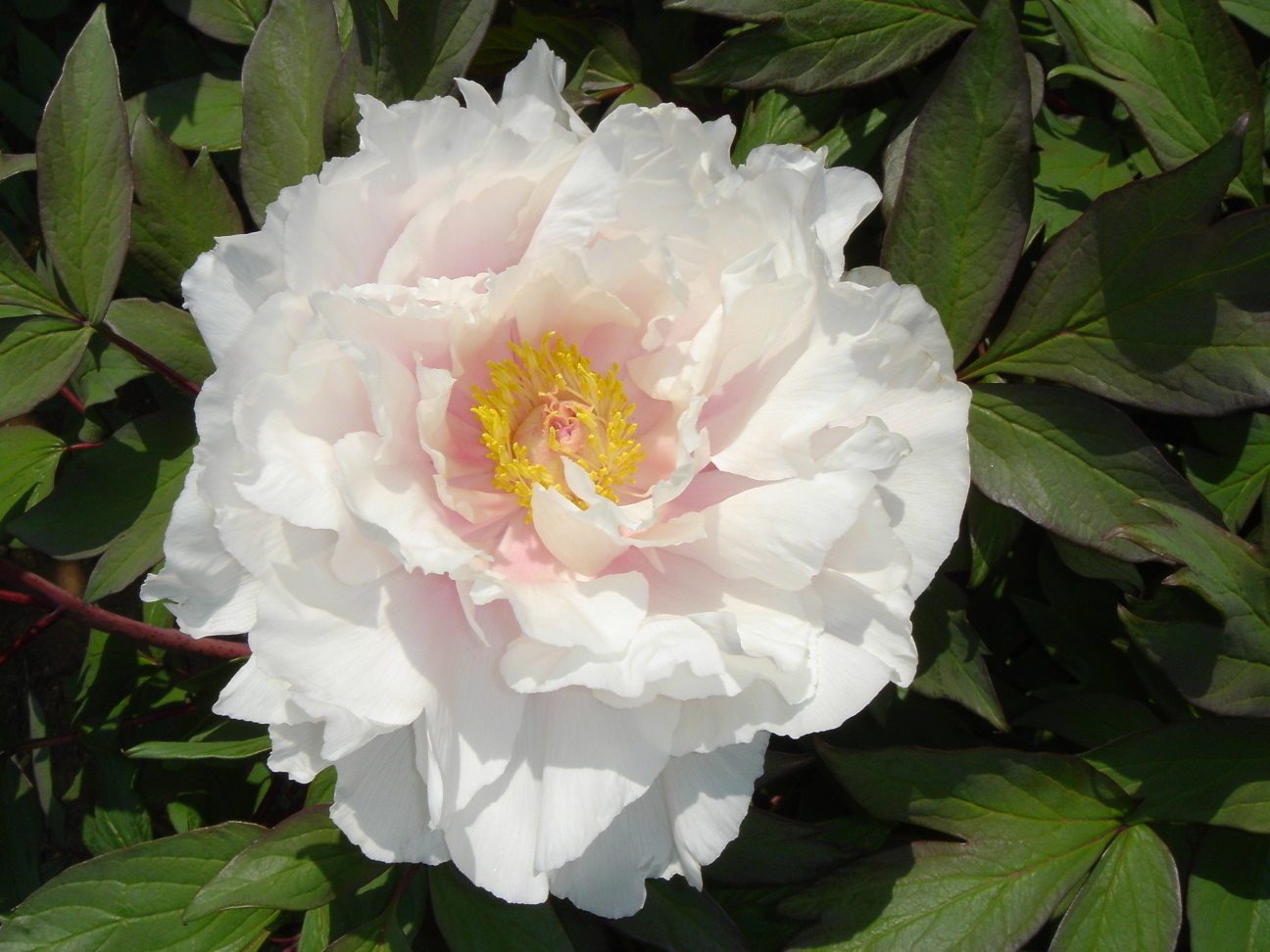
Сорт Белый Феникс

На настоящий момент зарегистрировано около 500 сортов древовидных пионов, большая часть из них — китайские. Сорта подразделяют на три группы:
- китайско-европейские — с махровыми цветками,
- японские — с немахровыми и полумахровыми;
- гибриды пиона жёлтого и пиона Делавея (с жёлтой окраской цветков);

У сортов европейского типа цветки крупные, тяжелые (из-за чего сильно поникают), разнообразных оттенков — от бледно-розового до фуксиевого. Цветки японских сортов меньших размеров, легкие, возвышаются над листьями на крепких цветоносах.
Ито-гибриды. Названы по имени японского селекционера Тоити Ито, который первым провел скрещивание древовидного пиона и травянистого, что до него считалось совершенно невозможным. У этих гибридов листья, как у древовидных, а стебли отмирают на зиму, как у травянистых форм.
Некоторые сорта китайской селекции:
- Paeonia 'Feng Dan Bai'
- Paeonia 'Hu Hong'
- Paeonia 'Ni Hong Huan Cai'
- Paeonia 'Hai Huang'

Сорта российской селекции:
- Август
- Анастасия Сосновец
- Вадим Тихомиров
- Владимир Новиков
- Воробьёвский
- Гофман
- Марианна
- Мария
- Московский Университет
- Пётр Великий
- Сергей Успенский
- Смолин
- Стефан